# Čilski plamenec
Čilski plamenec (znanstveno ime Phoenicopterus chilensis) je vrsta velikega plamenca, ki meri v višino 110–130 cm. Vrsta je sorodna z ameriškim ali karibskim plamencem (Phoenicopterus ruber) in velikim plamencem (Phoenicopterus roseus), s katerim so ga včasih imeli za isto vrsto. IUCN navaja, da je vrsta potencialno ogrožena.
Gnezdi v Južni Ameriki od Ekvadorja in Peruja do Čila in Argentine ter vzhodno do Brazilije; vnesen je bil v Nemčijo in na Nizozemsko (kolonija na meji, Zwillbrocker Venn). Kot vsi plamenci tudi ta na blatni gomili odloži eno samo kredno belo jajčece.
Ti plamenci so v glavnem omejeni na slane lagune in alkalna jezera, vendar so ta območja občutljiva za izgubo habitatov in onesnaženje vode.

## Opis
Perje je bolj rožnato kot pri nekoliko večjem velikem plamencu, vendar manj kot pri karibskem plamencu. Od teh vrst ga lahko ločimo po sivkastih nogah z rožnatimi sklepi (tibiotarsalna artikulacija) in tudi po večji količini črnine na kljunu (več kot polovica). Mladiči po navadi nimajo nobenih znakov rožnate obarvanosti, temveč so sivi.

## Prehrana
Kljun čilskega plamenca je opremljen z glavniku podobnimi strukturami, ki mu omogočajo filtriranje hrane – predvsem alg in planktona – iz vode obalnih blatnih ravnic, estuarijjev, lagun in slanih jezer, kjer živi.

## Razmnoževanje
Čilski plamenci živijo v velikih jatah v naravi in zahtevajo gnečo, da spodbudijo vzrejo. Med sezono razmnoževanja samci in samice kažejo različna vedenja, da bi pritegnili partnerje, vključno z mahanjem glave – glavo vrtijo z ene strani na drugo v tandemu – in pozdravi kril, kjer se krila večkrat odpirajo in zapirajo. Plamenci na splošno beležijo slabo uspešno vzrejo, ker bodo odložili razmnoževanje, dokler okoljske razmere ne bodo ugodne za vzrejo.
Samci in samice sodelujejo pri gradnji gnezda iz blata v obliki stebra in oba izmenično inkubirata jajce, ki ga je položila samica. Po izvalitvi imajo mladiči sivo perje; 2 do 3 leta ne dobijo značilne rožnate obarvanosti odraslih. Tako samci kot samice plamencev lahko v žlezi proizvedejo hranljivo mleku podobno snov, s katero hranijo svoje mladiče.

## V ujetništvu
Prvi plamenec, izvaljen v evropskem živalskem vrtu, je bil čilski plamenec v Zoo Basel (Švica) leta 1958.
Ker je pri tej vrsti prišlo do velikega upada, so v živalskih vrtovih izvajali programe vzreje, da bi pomagali ublažiti upad števila prosto živečih živali.
Leta 1988 čilskemu plamencu, ki je živel v Tracy Aviaryju v Salt Lake Cityju v Utahu, pomotoma niso rutinsko porezali kril. Plamenec je pobegnil  in postal lokalna legenda na širšem območju Salt Lake, znan kot Pink Floyd Plamenec. Pink Floyd je pozimi prišel v Utah, da bi se hranil s kozicami, ki živijo v Velikem slanem jezeru, spomladi in poleti pa odletel proti severu v Idaho in Montano. Pink Floyd je postal priljubljena turistična atrakcija in lokalna ikona do izginotja in domnevne smrti , potem ko je neke pomladi leta 2005 odletel na sever v Idaho in ga nikoli več niso videli.